# Пођо Мотезе-Пикардо
Пођо Мотезе-Пикардо је насеље у Италији у округу Катанија, региону Сицилија.
Према процени из 2011. у насељу је живело 59 становника. Насеље се налази на надморској висини од 606 м.